# Mangouste jaune
Cynictis penicillata
Genre
Espèce
Statut de conservation UICN

 LC  : Préoccupation mineure
La mangouste jaune (Cynictis penicillata), ou mangouste fauve est la seule espèce du genre Cynictis.

## Répartition
On la trouve dans les zones semi-désertiques ou de savane en Angola, Botswana, Afrique du Sud, Namibie et au Zimbabwe.

## Description

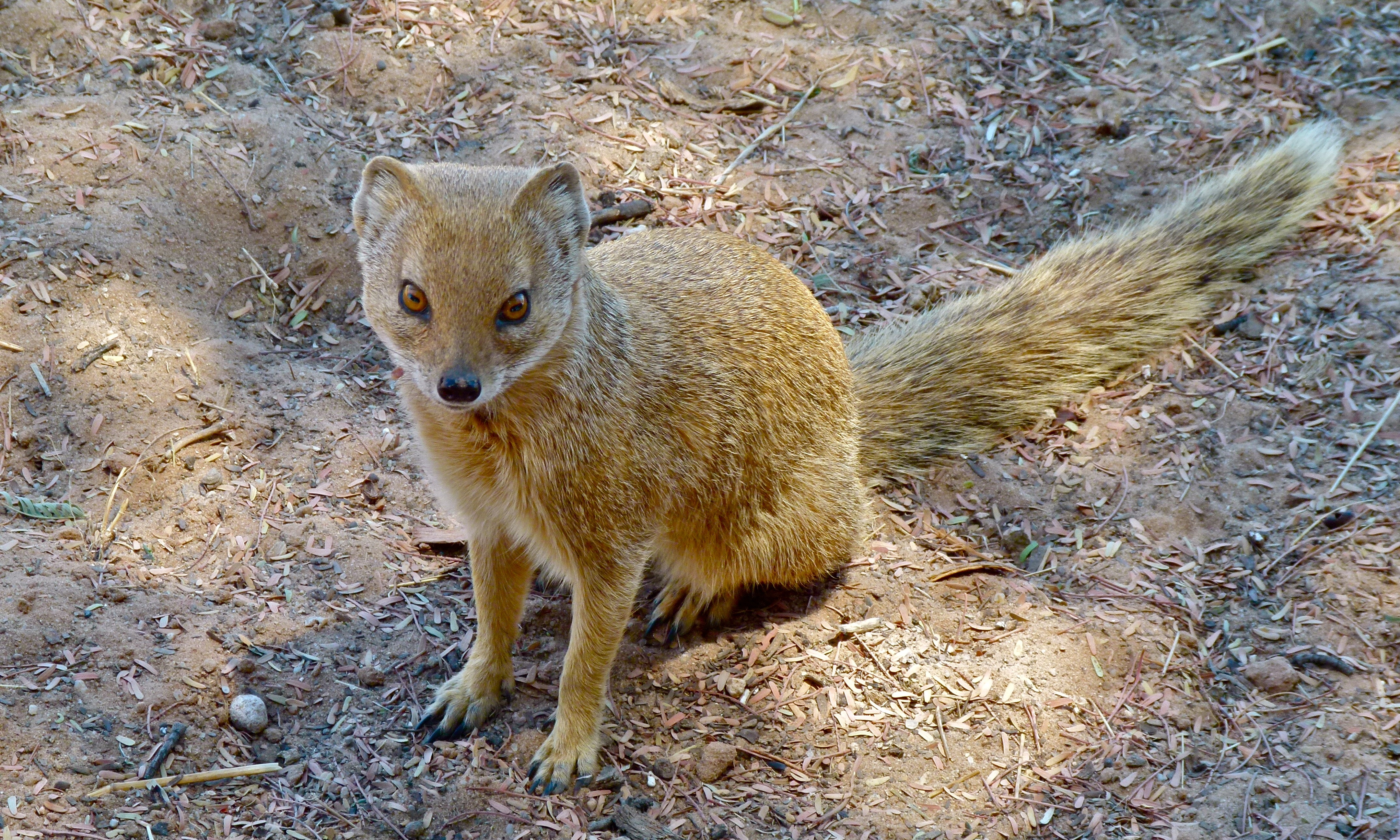
Mangouste jaune (Parc transfrontalier de Kgalagadi, Afrique du Sud)

## Comportement
Elle vit en colonies de 8 à 20 individus formées d'un couple reproducteur et de leur progéniture.

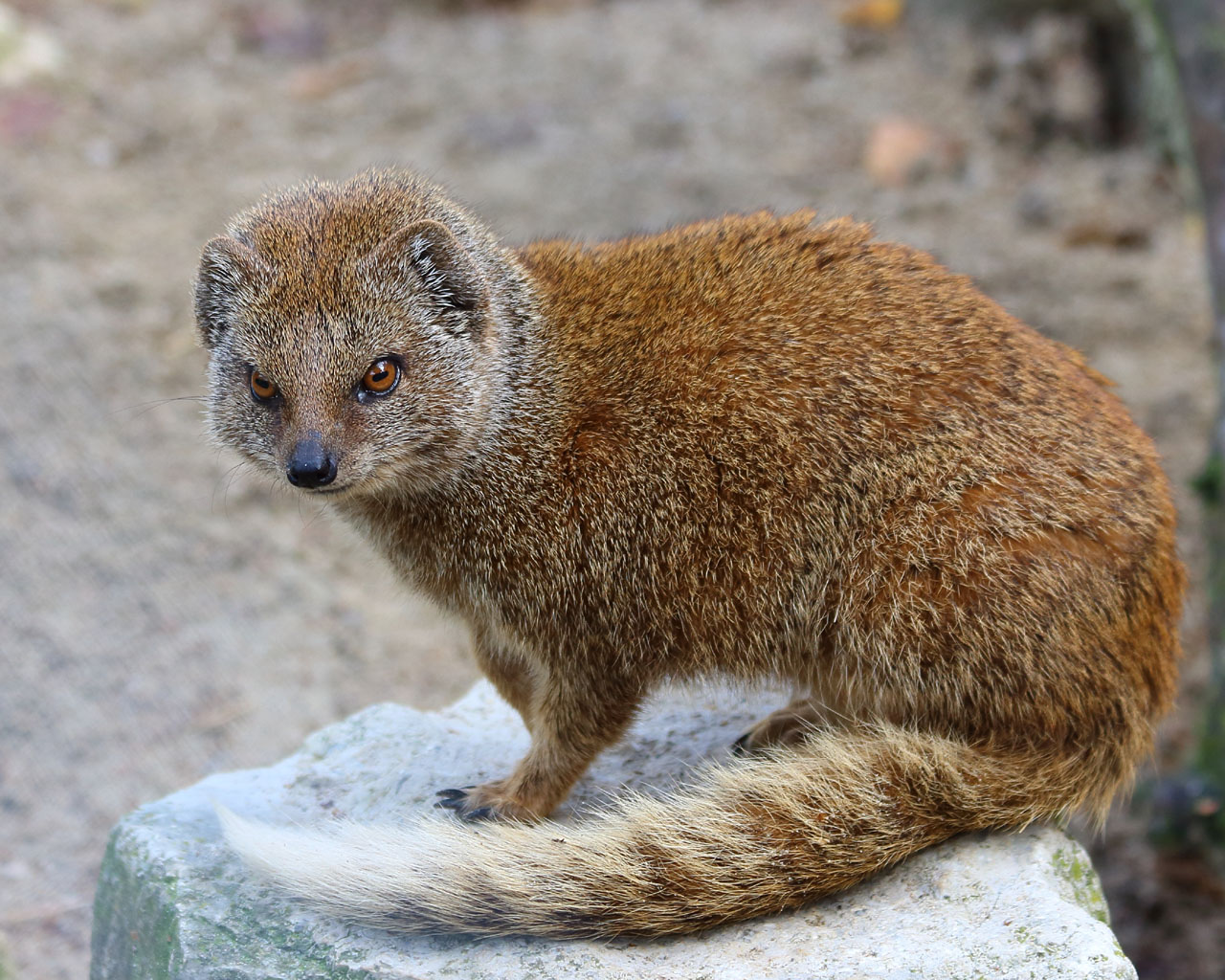
Mangouste fauve au Domaine des Fauves, Les Abrets (France)